# Euxoa orbicularis
Euxoa orbicularis är en fjärilsart som beskrevs av Smith 1888. Euxoa orbicularis ingår i släktet Euxoa och familjen nattflyn. Inga underarter finns listade i Catalogue of Life.